# وینت دو جونیو
وینت دو جونیو (به اسپانیایی: Veinte de Junio) یک منطقهٔ مسکونی در آرژانتین است که در La Matanza Partido واقع شده‌است.

## خصوصیات
وینت دو جونیو ۸۲۸ نفر جمعیت دارد و ۲۳ متر بالاتر از سطح دریا واقع شده‌است.

## نگارخانه

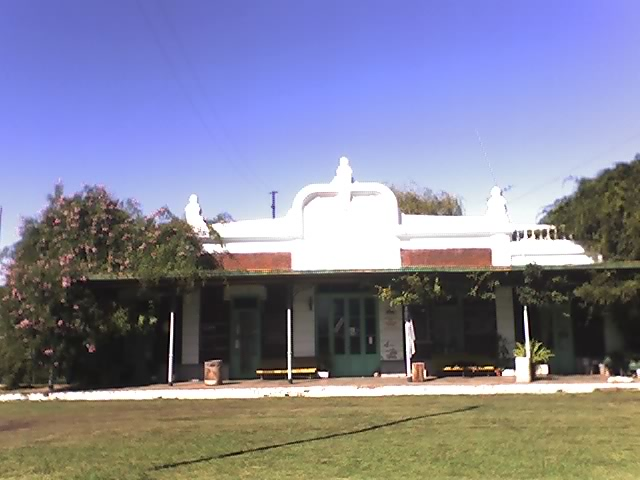
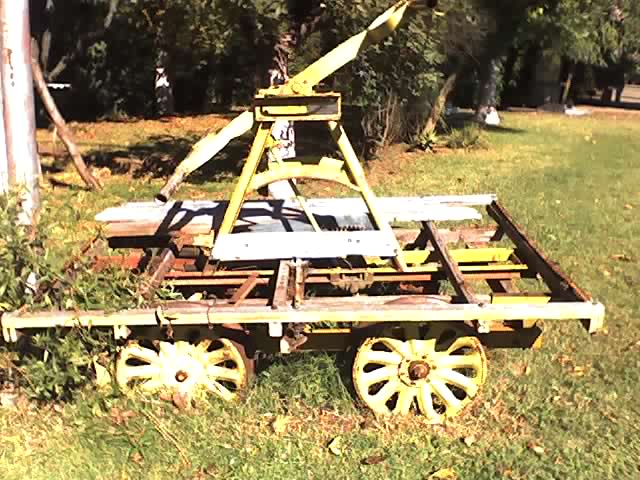
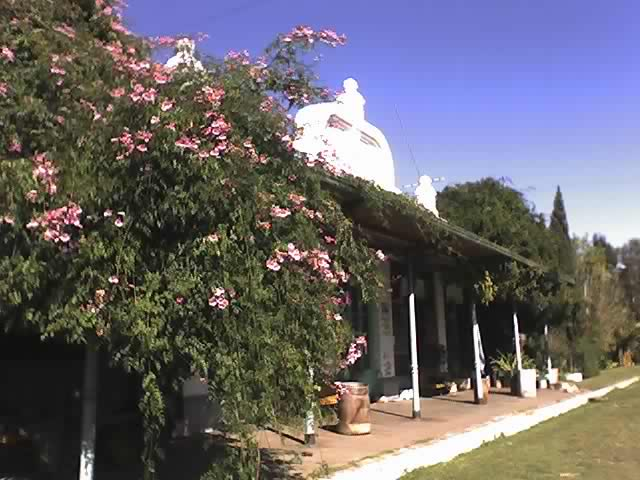
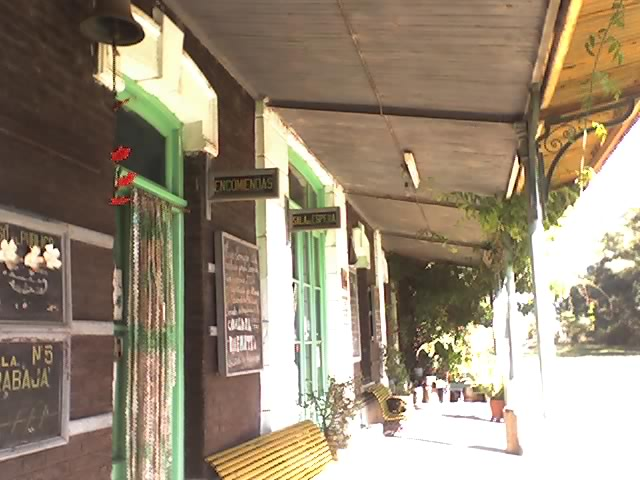
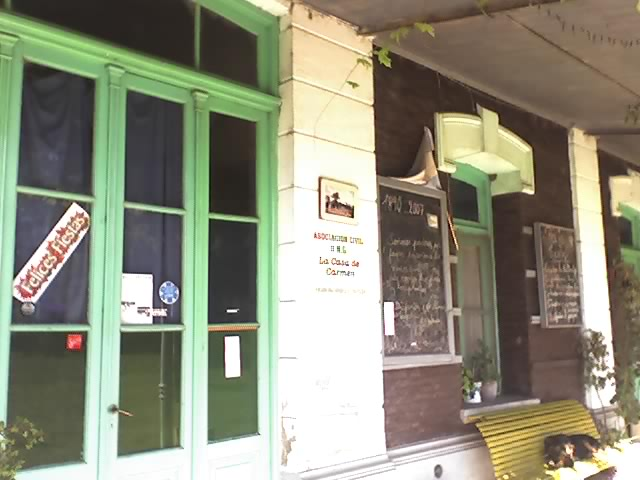
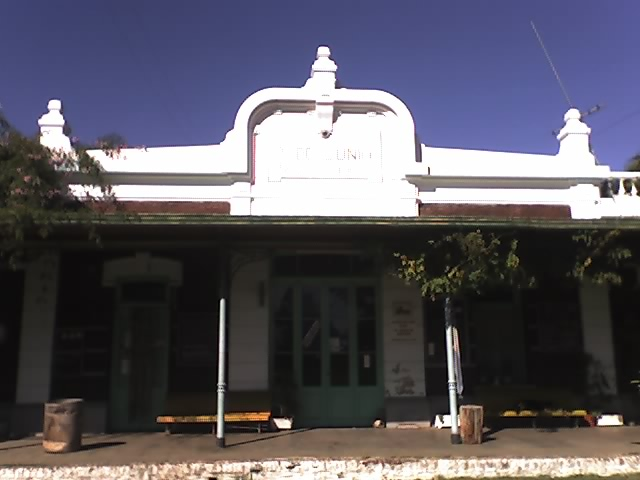
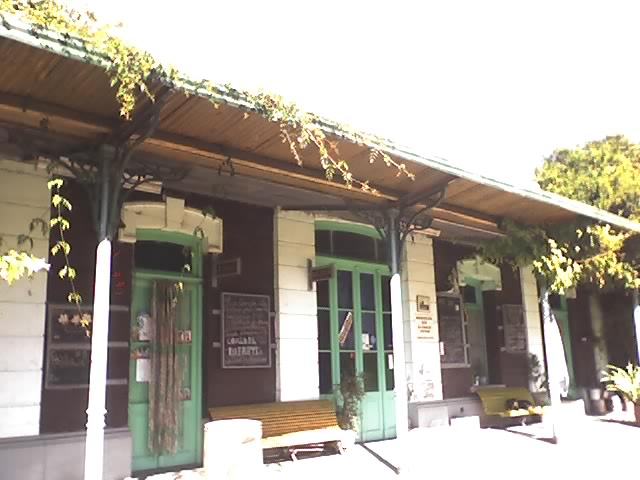
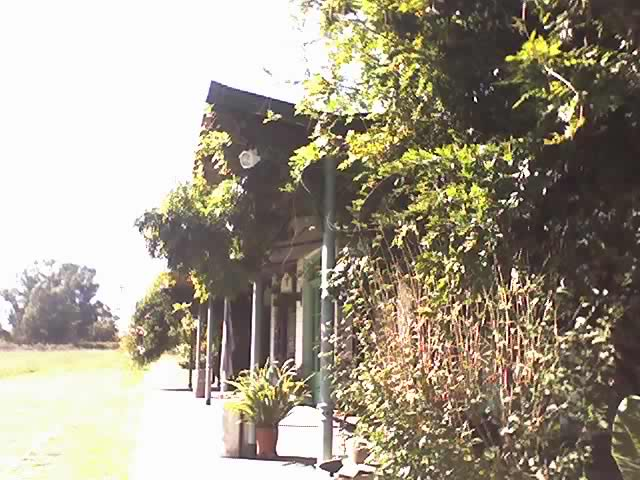